# 未踏峰

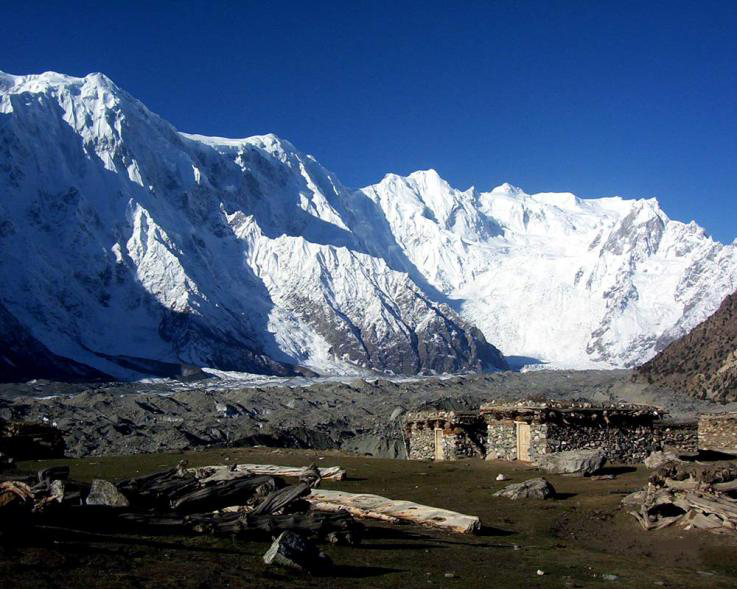
画面中央のムチュ・チッシュは、2019年の時点で立入禁止になっていない山の中での未踏の最高峰である。

未踏峰（みとうほう、unclimbed mountain）とは、これまでに人類が登頂したことのない山のことである。未登峰とも表記し、処女峰（しょじょほう、virgin peak）とも言う。
今なお未踏峰であり続けている理由は様々である。地理的に孤立しているため、または政治的に不安定で立ち入りが困難なために山に到達できない場合や、宗教上の理由で立ち入りが禁止されている場合などである。また、高峰に登ることは世間の注目を集め、一旦登頂されても他のルートの開拓や、冬季などのより厳しい条件での登頂など、何度も挑戦されるのに対し、低い山は、たとえ登頂が困難であっても、あまり注目を集めないために放置されるということもある。
未踏峰の中での最高峰はどの山であるかを決定することは、しばしば論争となる。一部の地域では、測量結果や地図がまだ信頼できない。探検家、登山家、地元住民の登頂に関する包括的な記録がない。場合によっては、大規模な団体による現代の登頂でも文書化が不十分であり、世界的に認められるリストがないため、世界最高の未踏峰の決定は、一部推測的なものになる。ほとんどの情報源では、ブータン（またはブータンと中国の国境）にあるガンカー・プンスム（標高7,570メートル）を世界最高の未踏峰としている。1994年以降、宗教上の理由によりブータンが国内の6,000メートルを超える全ての山への登頂を禁止しており、ガンカー・プンスムも立入禁止となっている。

## 定義の問題

### 山の定義

3つの頂を持つ島の模式図。垂直の矢印は、それぞれの頂のプロミネンスを示している。水平の破線は、より高い頂を囲まない最も低い等高線を示している。頂の上の矢印は、その頂のparent peakを指している。

多くの山には、最高峰の他に「付属峰」が存在する。一般に、ある頂が独立した山(peak)か、別の山の付属峰(subpeak)とみなされるかは、その頂のプロミネンス（突出度）が考慮される。山と付属峰を区別する客観的な基準はいくつか提案されているが、広く合意された標準は存在しない。1994年、国際登山連盟(UIAA)は、アルプス山脈の頂のうち、標高が4000メートル以上、プロミネンスが30メートル以上の82座を明確な「山」として分類した。

### 未登頂状態の検証
ある山が本当に未登頂であるかを判断するのは難しい場合がある。19世紀半ばに近代的な登山が始まるよりもずっと前に、人類が山頂またはその近くまで移動したことを示す痕跡が残っている。アンデス山脈での考古学的発掘調査によると、人類は先史時代に最高で標高6,739メートルの地点まで移動していた。アンデスでは1万2千年前に標高4,500メートルの恒久的集落が作られていた。チベットのラサにあるグレーターヒマラヤ地域では、7世紀以来標高3,650メートルの場所に人々が生活しており、標高4,000メートル以上にも多くの小集落が存在する。何千年もの間高地に人が住んでいる場合、集落の近くの山頂に、過去のある時点で登頂した人がいるかも知れないし、登頂されていないかもしれない。しかし、特に大山脈のいくつかの高峰は非常に遠く、ヨーロッパの探検家が最初に目撃したときに地元の住民に知られていなかった、集落から離れた多くの地域はこれまで探検されたことがないかもしれない。
世界第3位の高峰カンチェンジュンガは、既に何度も登頂されている。しかし、最初の登頂者が、地元の人々の信仰を尊重して山頂の最上部には足を踏み入れないことに同意し、その後の登山隊もその伝統を守っている。インド第2位の高峰ナンダ・デヴィも、同様の理由で最上部には足が踏み入れられておらず、1983年以降は入山自体が禁じられた。マチャプチャレは、1957年に1度だけ英国隊が頂上から150メートルの位置まで上っている。ネパール政府は、それ以降、この山への入山を禁止している。

## ガンカー・プンスム

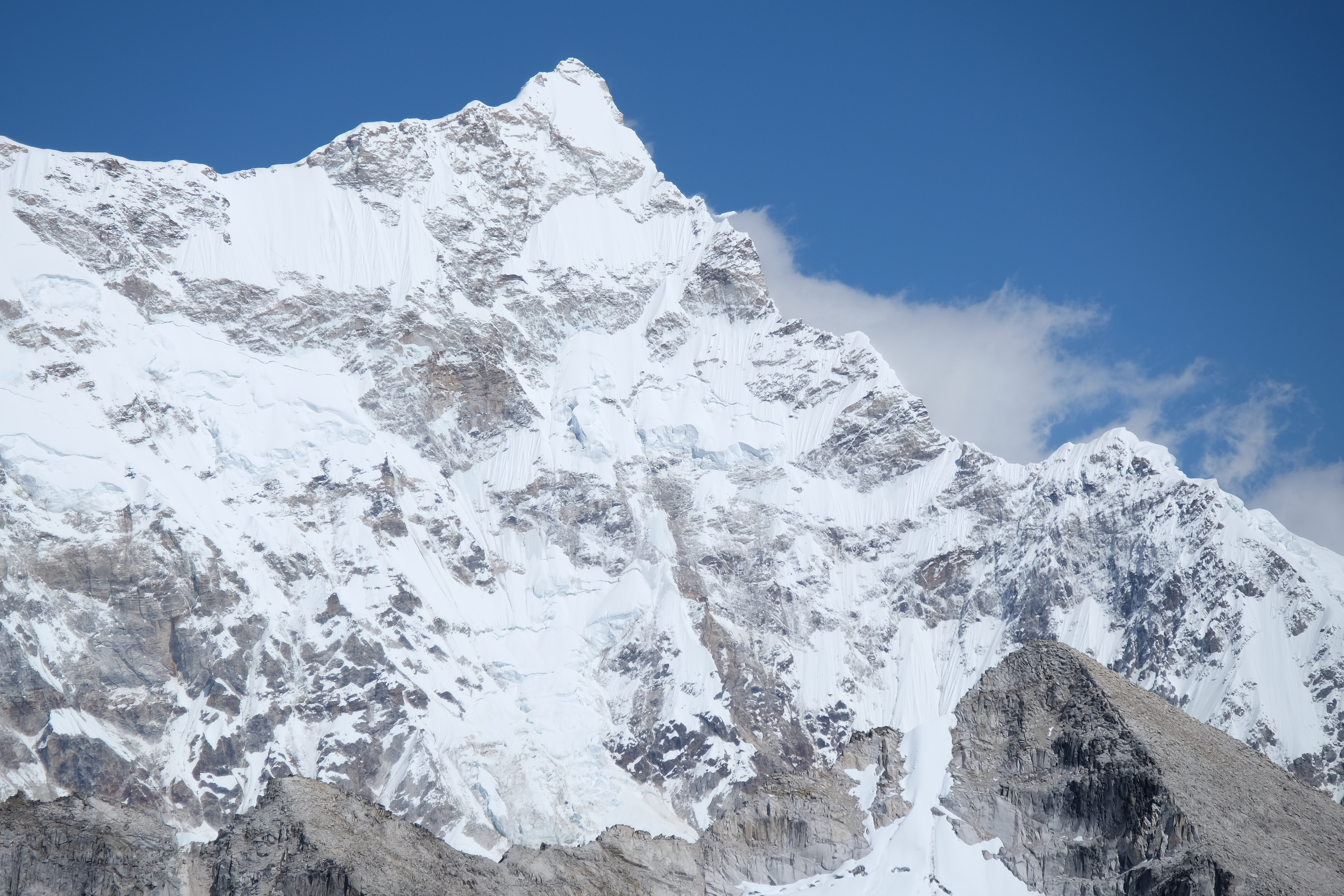
ブータン・Gophu La峠から見たガンカー・プンスムの山頂

未踏で最も標高が高いと広く主張されている山は、ガンカー・プンスム（標高7,570メートル）である。この山はブータンと中国との国境の近くにある。ブータンでは、1994年以降、6,000メートルを超える山への登山が禁止されている。この禁止の理由は、高峰を神が住む場所とみなす地元の慣習と、インドよりも近い場所からの高高度救助リソースの不足である。2003年には、ブータン国内でのあらゆる種類の登山が完全に禁止された。ブータン政府が登山を禁止している限り、ガンカー・プンスムは未踏峰のままとなる。

## 立入禁止になっていない未踏の最高峰

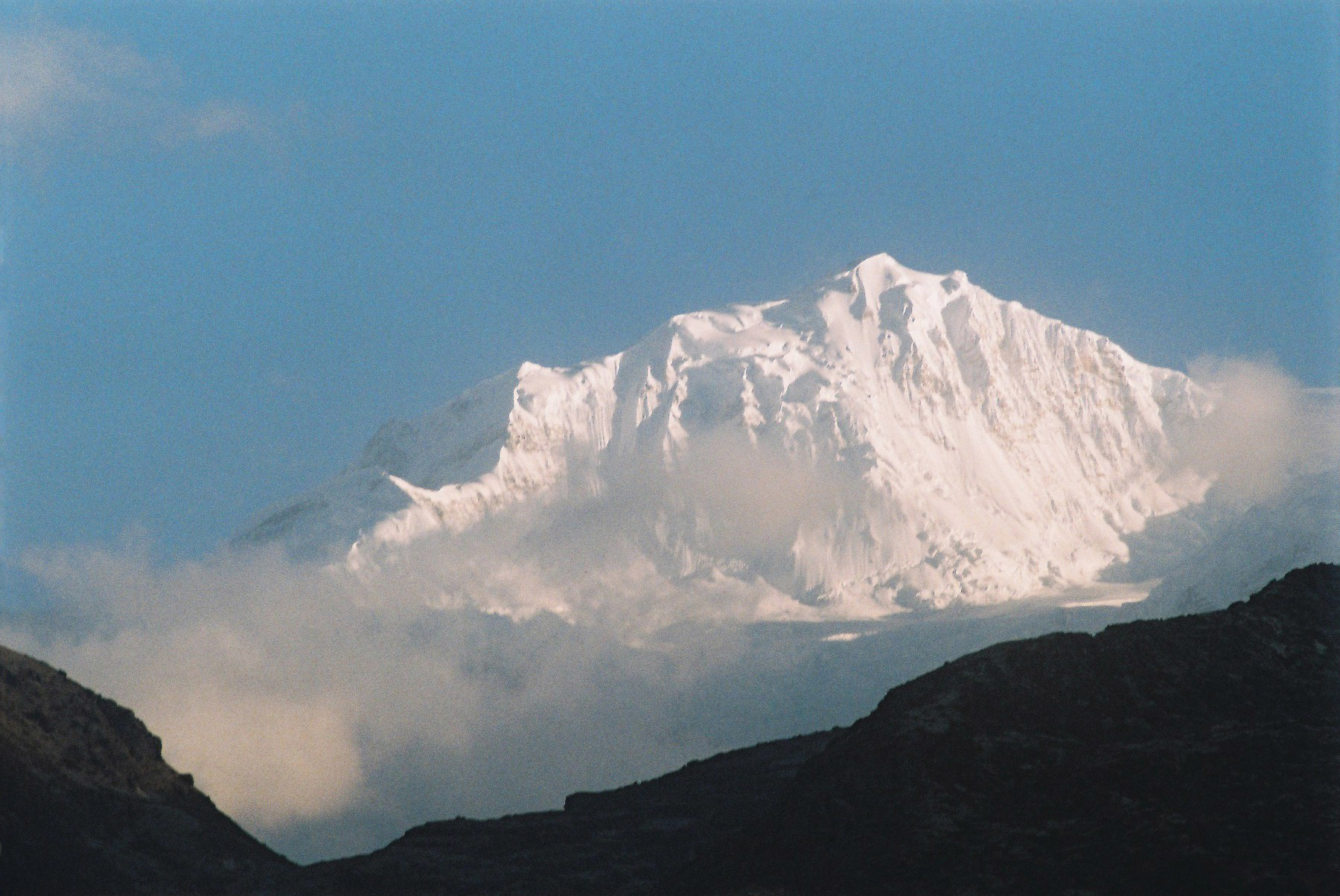
カブルーII峰は、未踏の高峰の1つ。

立入禁止になっていない未踏の最高峰がどの山であるかは、前述の山の定義の問題により不明確である。一部の人々はプロミネンスが100メートル以上の場合を山としているが、国際登山連盟は30メートル以上としている。国際登山連盟の基準に基づくと、パキスタンのムチュ・チッシュ（標高7,453メートル、プロミネンス263メートル）が立入禁止になっていない未踏の最高峰である。
その他の未踏の高峰には、カブルー（標高7,318メートル、プロミネンス約100メートル）、ラブチェカンIII峰（標高7,250メートル、プロミネンス530メートル）、カルジャン（標高7,221メートル、プロミネンス895メートル）などが知られている。

## 最もプロミネンスが大きい未踏峰
未踏峰の中でプロミネンスが大きい山は、プロミネンスの定義から独立峰となるが、標高が比較的低いものもある。このような山は、ずっと以前に記録に残されていない登頂が行われていた可能性が高くなる。
カザフスタンと中国の国境にあるサウル山脈の最高地点であるサウイル・スオタシ（標高3,840メートル、プロミネンス3,252メートル）や、南極沖のサイプル島のサイプル山（標高、プロミネンスとも3,110メートル）には登頂成功の記録はない。これらの山が本当に未登頂であるかを確認するのは困難だが、特にサイプル島は南極沖の無人島であり、人が住んでいる場所から遠く離れているので、サイプル山が未登頂である可能性は非常に高い。

## 未踏の高峰の一覧
以下に、2018年8月時点で未踏峰と考えられている、プロミネンスが150メートル以上の山を標高順に20座挙げる。
| 順位 | 山名                         | 標高 | 標高  | プロミネンス | プロミネンス | 属する山系の最高峰     | 所在地                        |
| 順位 | 山名                         | m    | ft    | m            | ft           | 属する山系の最高峰     | 所在地                        |
| ---- | ---------------------------- | ---- | ----- | ------------ | ------------ | ---------------------- | ----------------------------- |
| 1    | ガンカー・プンスム           | 7570 | 24836 | 2995         | 9826         | カンチェンジュンガ     | ブータン/チベット             |
| 2    | ムチュ・チッシュ             | 7453 | 24452 | 263          | 863          | バトゥーラ・サール     | パキスタン                    |
| 3    | クンヤン・チッシュ西峰       | 7350 | 24114 | 202          | 663          | クンヤン・チッシュ     | パキスタン                    |
| 4    | スンマ・リI峰                | 7302 | 23957 | 246          | 807          | スキルブルム           | パキスタン                    |
| 5    | ラブチェカンIII峰            | 7250 | 23786 | 570          | 1870         | ラブチェカン           | チベット                      |
| 6    | アプサラサス・カンリ         | 7243 | 23763 | 607          | 1991         | テラム・カンリI峰      | インド                        |
| 7    | カルジャンI峰                | 7221 | 23691 | 895          | 2936         | クーラカンリ           | チベット                      |
| 8    | トングシャンジアブ           | 7207 | 23645 | 1757         | 5764         | ガンカー・プンスム     | ブータン/チベット             |
| 9    | スキャン・カンリ西峰         | 7174 | 23537 | 194          | 636          | スキャン・カンリ       | パキスタン/新疆ウイグル自治区 |
| 10   | イェルマネンド・カンリ       | 7163 | 23501 | 163          | 535          | マッシャーブルム       | パキスタン                    |
| 11   | チャマール西峰               | 7161 | 23494 | 219          | 719          | チャマール             | ネパール                      |
| 12   | ナムチャバルワII峰           | 7146 | 23445 | 166          | 545          | ナムチャバルワ         | チベット                      |
| 13   | チョンタール・カンリ北東峰   | 7145 | 23442 | 205          | 673          | チョンタール・カンリ   | 新疆ウイグル自治区            |
| 14   | アサプルナI峰                | 7140 | 23425 | 262          | 860          | アンナプルナI峰        | ネパール                      |
| 15   | ウルドク・カンリII峰         | 7137 | 23415 | 321          | 1053         | シアカンリ             | パキスタン/新疆ウイグル自治区 |
| 16   | プラクパ・カンリ             | 7134 | 23406 | 668          | 2192         | スキルブルム           | パキスタン                    |
| 17   | マンドゥ・カンリ             | 7127 | 23383 | 630          | 2067         | マッシャーブルム       | パキスタン                    |
| 18   | アンナプルナ・ダクシン北東峰 | 7126 | 23379 | 151          | 495          | アンナプルナ・ダクシン | ネパール                      |
| 19   | テリ・カン                   | 7125 | 23376 | 454          | 1490         | トングシャンジアブ     | ブータン/チベット             |
| 20   | サンルン                     | 7095 | 23278 | 995          | 3264         | ナムチャバルワ         | チベット                      |